# 背根神經節
背根神经节（或脊髓神经节，后根神经节），是一群位于脊髓后根神经的神经细胞胞体（神经节）。背根神经节包含传入感觉神经元的胞体。

## 结构
背根神经节神经元的轴突被称为传入神经。在周围神经系统，传入神经指的是传递感官信息到中枢神经系统（脑和脊髓）的轴突。这些神经元属于pseudo-unipolar类型的，这意味着他们有一个轴突和两个分支，作为一个轴突，通常被称为一个远端和近端流程过程。